# Tapajós
Il Tapajós è un fiume del Brasile affluente di destra del Rio delle Amazzoni.

## Percorso
Nasce dalla incontro dei fiumi Teles Pires e Juruena. Il Tapajós scorre per 810 km (di cui solo 280 km sono navigabili) in direzione nord. A Santarém si immette nel Rio delle Amazzoni.